# Nimrod (Burg)
Die Nimrodsburg (arabisch قلعة نمرود, DMG Qalʿat Namrūd ‚Festung Nimrods‘; hebräisch מִבְצַר נִמְרוֹד Mivtzar Nimrōd), auch Subeibé (arabisch قلعة الصبيبة, DMG Qalʿat al-Ṣubayba ‚Burg des großen Felsen‘) ist eine mittelalterliche Festung und wurde vermutlich von Kreuzfahrern oder den Ayyubiden an der Stelle einer bereits in hellenistischer Zeit errichteten Burg erbaut. Sie befindet sich im Norden der Golanhöhen. Das Gebiet rund um die Festung ist unter der Bezeichnung Nimrod-Nationalpark als einer der Nationalparks in Israel bekannt. Der Park umfasst knapp 20 Hektar. Der Burgname Nimrod entstand aus einer lokalen Tradition, die besagt, dass der Urenkel Noachs, der „erste Held auf Erden und tüchtige Jäger“ (Gen. 10,8–9) Nimrod, auf diesem Felsen residierte.

## Lage
Die Nimrodsburg liegt auf einem schmalen Felsrücken auf einer Höhe von 800 Metern, 3 km östlich eines der drei Quellflüsse des Jordans, der Banyasquelle. Zu erreichen ist sie praktisch nur über die Straße 9898, einer Nebenstraße der ins 22 km östlich nach Qirjat Schmona sich erstreckenden Route 99 und der 10 km südwestlich an der syrischen Grenze im Chermongebirge entlangführenden Strecke 98. Von dieser mächtigen Burganlage überblickt man den Westen und Süden des Dreiländerecks Israel, Libanon und Syrien.
Der Festungskomplex ist 420 Meter lang und 150 Meter breit. Er ist aus großen kubischen Steinen gebaut.

## Geschichte

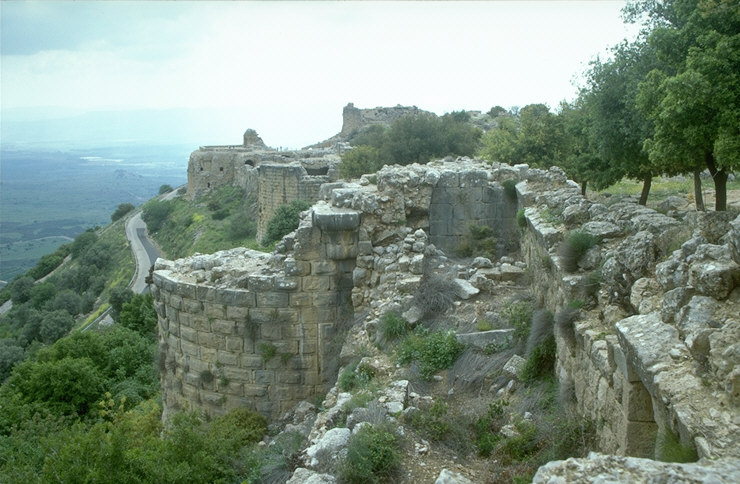
Teilbereich der Burg Nimrod

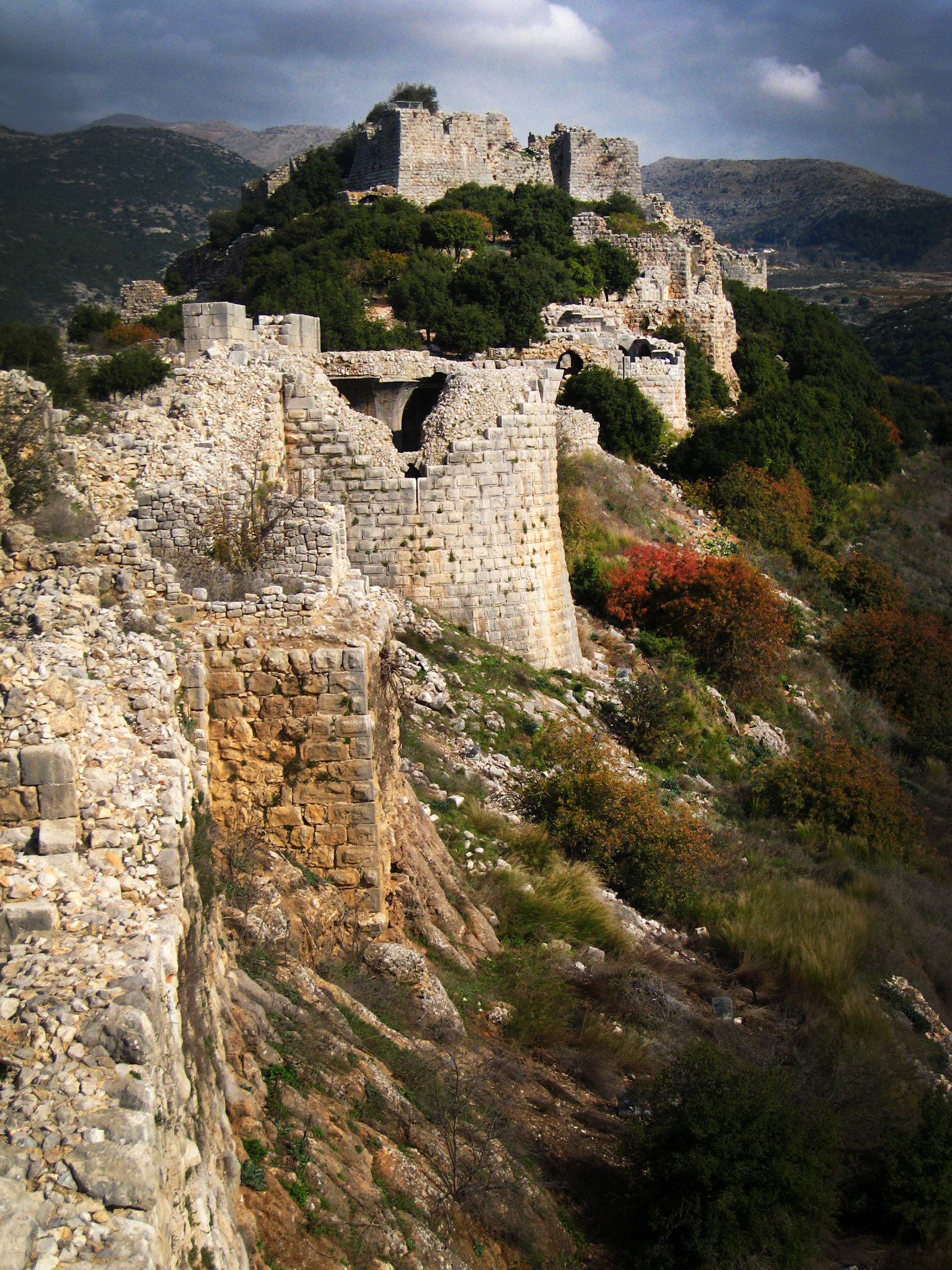
Burg Nimrod (2017)

Es ist nicht bewiesen, dass die Burg von den Kreuzfahrern oder den Ayyubiden errichtet wurde. Wahrscheinlich wurde die Burg Nimrod aber um 1229 unter dem Ayyubiden-Emir al-ʿAziz ʿUthman, einem Bruder des Sultans al-Kamil, angelegt um einem Angriff im Kreuzzug Friedrichs II. auf Damaskus vorzubeugen. In den Folgejahren wurde die Anlage mehrfach ausgebaut, hauptsächlich unter Sultan Baibars I. (1260–1277). Die Burg diente zur Überwachung der Straßenverbindung von Galiläa nach Damaskus im engen Tal zwischen dem Chermon und den Golanhöhen und zum Schutz der Stadt Banyas. Im Rahmen der starken Kämpfe der Kreuzfahrer mit den Sarazenen wechselte die Burg häufig den Besitzer.
Bereits gegen Ende des 13. Jahrhunderts verlor die Burg dann allerdings an Bedeutung, weil der Einfluss der Kreuzfahrer von den Sarazenen immer weiter zurückgedrängt wurde.
Erst als die Osmanen das Land im Jahre 1517 eroberten, bekam die Burg wieder eine gewisse Bedeutung als luxuriöses Gefängnis für den osmanischen Adel. Nachdem im 16. Jahrhundert diese Funktion aufgegeben worden war, verfiel die Burg, um im 18. Jahrhundert durch ein Erdbeben komplett zerstört zu werden.

## Anlage
Der Baedeker-Reiseführer „Palästina und Syrien“ nannte die Nimrodsburg vor über hundert Jahren schon „eines der besterhaltenen und großartigsten Schlösser in Syrien“ (1904: 229), wobei seinerzeit unter Syrien eine von den Osmanen beherrschte Kulturlandschaft (einschließlich des heutigen Israel und Jordanien) verstanden wurde.
Heute wird die Festung von der israelischen Behörde für Natur und Naturreservate verwaltet. Besucher können die freigelegten und restaurierten Teile der Festung erkunden.